# Cerithium vulgatum
Cerithium vulgatum Bruguière, 1792 è una specie di molluschi gasteropodi della sottoclasse Caenogastropoda.

## Descrizione
Cerithium vulgatum, chiamato anche Torretta comune o più semplicemente Torretta, ha una conchiglia medio-grande, solitamente fra 30 e 60 mm, anche se alcuni esemplari possono raggiungere gli 80 mm. La conchiglia ha una forma turriculata allungata che negli esemplari adulti può avere fino a 11 spirali leggermente convesse. L'apertura è ovale e inclinata rispetto all'asse del corpo di circa 65°. Il labbro esterno è svasato e ispessito sul bordo. Canale sifonale ampio ma corto e leggermente arcuato verso il dorso. Labbro columellare arcuato, con callo marcato. La protoconca è di circa tre giri. La scultura assiale comincia dopo la protoconca ed è composta da una serie di noduli e tubercoli posti al centro delle spire. I tubercoli possono essere arrotondati o appuntiti in funzione del morfotipo. La colorazione è molto varia con il fondo che va dal grigio cenere al beige con striature dal marrone chiaro al marrone scuro-rossiccio al nero.

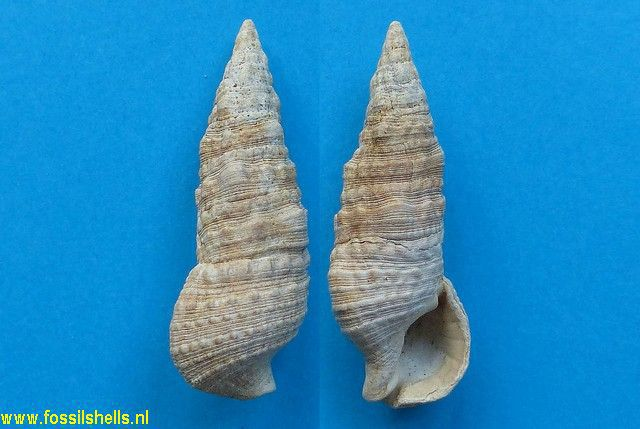
Fossile di Cerithium vulgatum (Voghera)

La Torretta è un mollusco vagile ed il suo habitat preferito sono i fondali rocciosi, ma può trovarsi anche su u fondi mobili (detritici o fangosi) e nelle praterie di Posidonia.  Alcuni studiosi hanno osservato che il Cerithium vulgatum può presentare variazioni morfologiche in funzione del tipo di fondali. In particolare, gli esemplari che vivono su fondali detritici o fangosi) presentano conchiglie più allungate e con scultura assiale poco pronunciata, mentre le specie presenti su fondali rocciosi hanno conchiglie più piccole e con scultura assiale molto pronunciata.
Tutte le specie di Cerithium si alimentano di detriti algali, ma la maggior parte sembra pascolare su diatomee e microalghe piuttosto che su pezzi più grandi di alghe.
Reperti fossili di cerithium vulgatum, sono stati rinvenuti a partire dal Miocene in cui la specie era già diffusa in tutto il Mediterraneo. In Italia reperti fossili sono stati rinvenuti in varie località: in Emilia, in val d'Arda, nelle marne di Castell'Arquato di Lugagnano e nel rio Riorzo, nel Tabianiano della Tagliata e nell’Astiano di Zappolino, nel Piacenziano del rio Cianca e nella Terramara di Gorzano, nel Tortoniano di Montegibbio e Cà di Serra, nel Tortoniano di Stazzano, nell’Astiano in varie località dell'antico bacino Ligure-Piemontese e del Piacentino.

## Distribuzione
Questa specie è distribuita nell'Atlantico nord-orientale e nel Mediterraneo.  Nel Mediterraneo è molto comune nella zona intertidale e infralitorale fino a 30 m. di profondità.

## Tassonomia

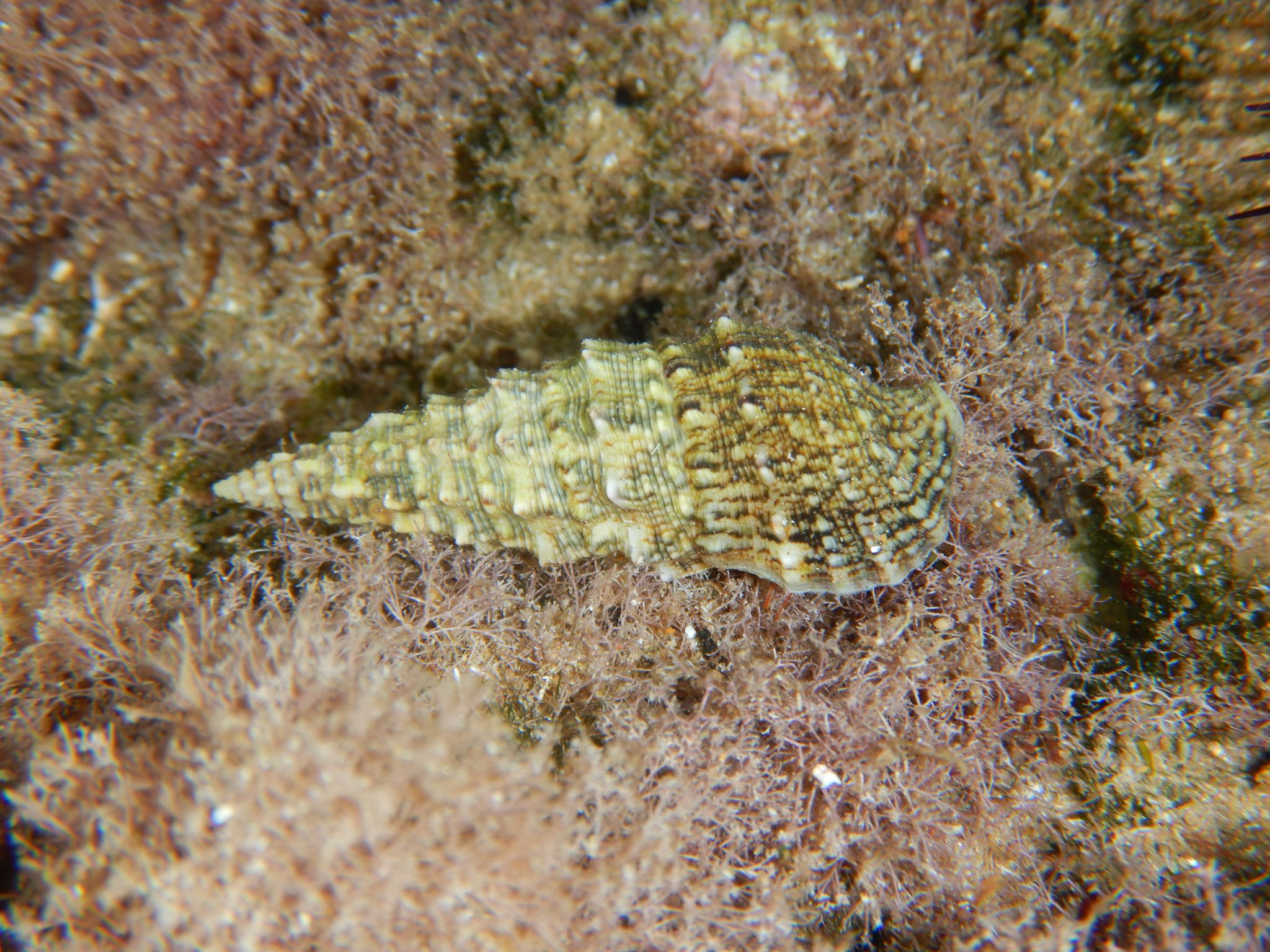
Cerithium vulgatum dalla penisola di Pelio, Tessaglia, Grecia

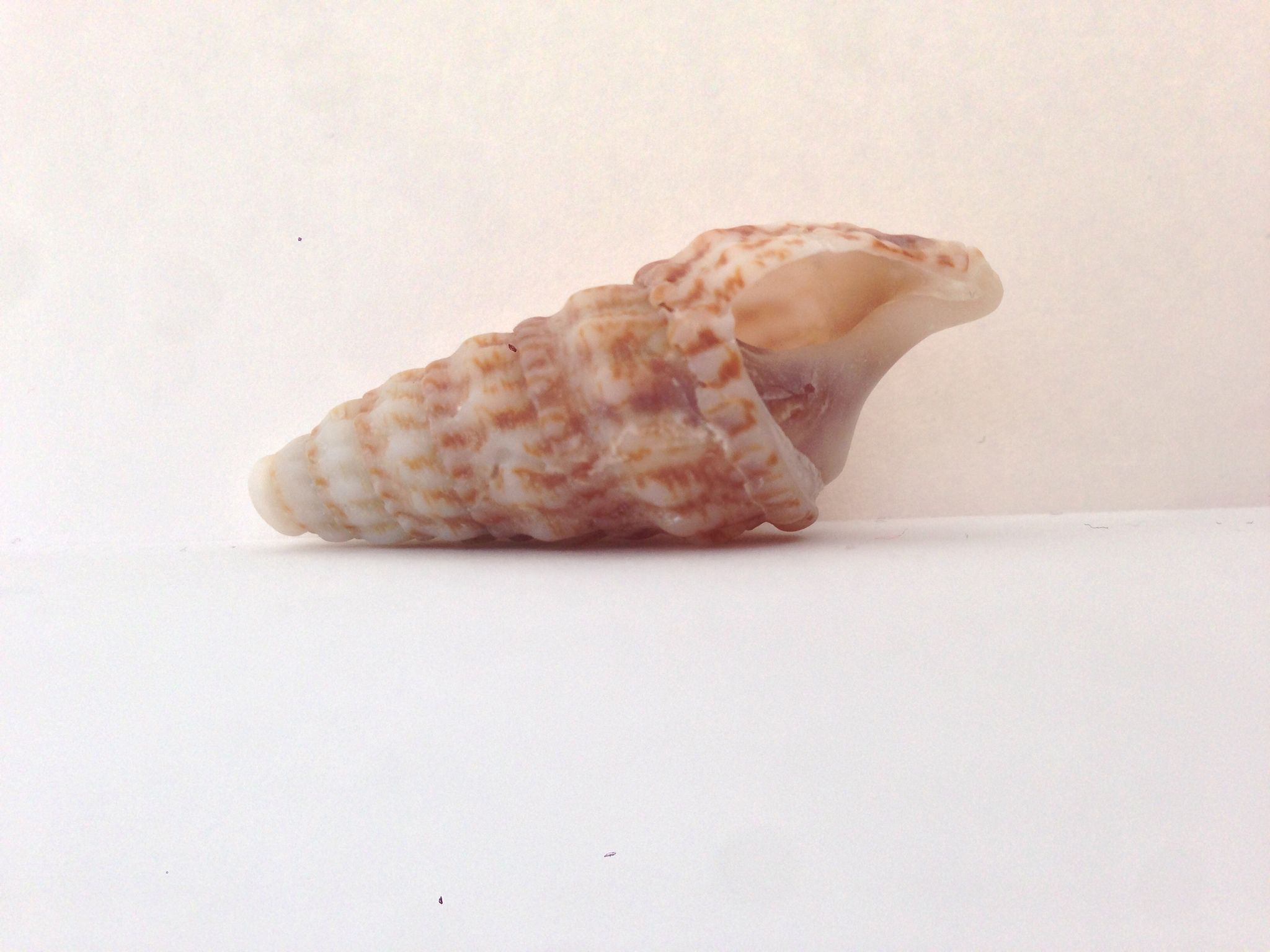
Cerithium vulgatum da Jerba, Tunisia

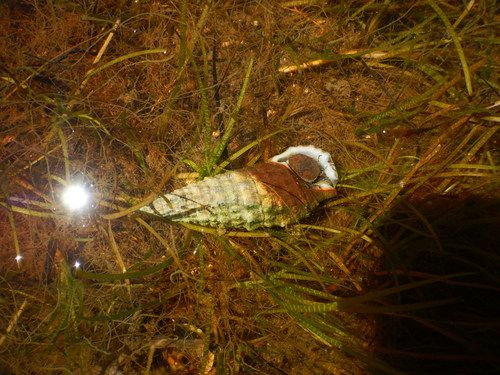
Cerithium vulgatum da Vila Real de Santo António, Portogallo

Il Cerithium vulgatum venne definito per la prima volta dal naturalista francese Jean-Guillaume Bruguière nel 1792 nell’Encyclopédie méthodique par ordre des matières. Questo mollusco possiede una notevole variabilità interspecifica che ha spinto molti autori, fra cui Locard, Monterosato e Nordsieck a definire una grande quantità di specie e sottospecie che attualmente sono considerati dei sinonimi dell'unica specie considerata valida, il  Cerithium vulgatum.
L’unica sottospecie attualmente accettata come valida è il Cerithium vulgatum mazaravallensis Cecalupo, 2003.